# Çufut Qale
Çufut Qale ili Chufut Kale je povijesna tvrđava na Krimu, nedaleko od Bahčisaraja. Ime na krimskotatarskom znači "Židovska tvrđava", ("Ćifutska kula"). 
Çufut Kale je bio povijesno središte Krimskog Kanata i zajednice Krimskih Karaita (Karaimska odnosno Qaraylarska zajednica).

## Vanjske poveznice
- Povijest i znamenitosti Çufut Qale
- Zemljovid  Arhivirana inačica izvorne stranice od 6. veljače 2005. (Wayback Machine)